# بخش یورک (شهرستان آتن، اوهایو)
بخش یورک (به انگلیسی: York Township) یک منطقهٔ مسکونی در ایالات متحده آمریکا است که در شهرستان آتن، اوهایو واقع شده‌است.
 بخش یورک ۹۶٫۷ کیلومتر مربع مساحت و ۷٬۷۶۱ نفر جمعیت دارد و ۲۵۱ متر بالاتر از سطح دریا واقع شده‌است.